# 능곡중학교
능곡중학교(陵谷中學校)는 대한민국 경기도 고양시 덕양구 토당동에 있는 공립 중학교이다.

## 학교 연혁
- 1955년 5월 3일 : 능곡중학교 6학급 인가
- 1955년 9월 1일 : 능곡중학교 개교
- 1956년 1월 6일 : 초대 김용암 교장 취임
- 1974년 1월 18일 : 능곡중학교 18학급 인가(학칙변경)
- 1977년 3월 1일 : 능곡고등학교와 분리
- 2003년 10월 31일 : 신관 5층 20개교실 증축
- 2007년 4월 5일 : 인조잔디구장 개장
- 2009년 6월 22일 : 누리마로 체육관 개관
- 2010년 9월 6일 : 꿈터마로 도서관 확장
- 2019년 9월 1일 : 제22대 박동회 교장 취임
- 2021년 1월 12일 : 제64회 156명 졸업(총 17,683명)
- 2021년 3월 2일 : 1학년 146명 입학

## 참고 자료
- 능곡중학교 - 한국교육학술정보원 학교알리미